# Madonna delle Ghiaie di Bonate
Madonna delle Ghiaie di Bonate è l'appellativo con cui viene chiamata Maria, madre di Gesù, in seguito alle apparizioni che avrebbe avuto nel 1944 la piccola Adelaide Roncalli presso Bonate Sopra, in provincia di Bergamo. Tali apparizioni non sono riconosciute dalla Chiesa cattolica.
Nel 2019 il vescovo di Bergamo ha autorizzato il culto mariano di "Maria Regina della Famiglia" nella cappella sita in Ghiaie di Bonate.

## Descrizione
Tra il 13 maggio e il 21 maggio 1944, e dal 28 maggio al 31 maggio dello stesso anno, una bambina di 7 anni, Adelaide Roncalli, residente in località il Torchio, nella frazione Ghiaie (comune di Bonate Sopra, in provincia di Bergamo, nella diocesi di Bergamo) avrebbe assistito a tredici apparizioni mariane. La bambina riferì di aver avuto visioni della Madonna, della Santa Famiglia e di angioletti. Su tali fenomeni esistono una bibliografia, testimonianze scritte, materiale fotografico e un filmato, girato dal cineoperatore Vittorio Villa negli ultimi 4 giorni delle apparizioni (28,29,30 e 31 maggio 1944].
Sulle presunte apparizioni vige ancora l'atto vescovile del 30 aprile del 1948, emesso dal vescovo di Bergamo, Adriano Bernareggi, con il quale l'autorità ecclesiastica ritiene che per quanto riguarda tali fenomeni "non consta della realtà delle apparizioni e rivelazioni". Nonostante questo il luogo è tuttora meta di pellegrinaggi. Il 13 maggio 2010, a est della cappella costruita dalla diocesi di Bergamo nel 1945, è stato aperto un "giardino di preghiera", che ospita un trittico della Santa Famiglia, opera della "Fraternità Missionaria Laica Cattolica della Santa Croce" di Sanremo, facente parte della Fondazione Missionaria SAINTE CROIX.
Adelaide Roncalli è morta il 24 agosto 2014 in un ospedale di Milano. Le sue ultime parole sarebbero state: "vieni, vieni". La Madonna le avrebbe predetto, nel settimo messaggio, "Mi rivedrai nell'ora della tua morte, ti terrò sotto il mio manto e ti porterò in cielo". Al funerale, celebrato a Ghiaie di Bonate - come lei desiderava - hanno partecipato oltre duemila persone; il corpo è custodito nel cimitero della frazione bonatese.

## Le tredici apparizioni
Esistono almeno due versioni dei diari olografi di Adelaide Roncalli, uno scritto a Milano nel 1949 e uno posteriore, scoperto dal religioso padre Raschi di Genova. I due diari, scritti in tempi e luoghi diversi, sono sostanzialmente uguali, differendo solo per particolari secondari.
Il 13 maggio Adelaide Roncalli era andata a cogliere fiori per la Madonna, quando scrive di aver visto un puntino luminoso scendere dall'alto ingrandendosi progressivamente. Aggiunge di aver riconosciuto la Madonna con Gesù Bambino in braccio e San Giuseppe a fianco, avvolti da tre ovali di luce. Maria le dice inoltre di non aver paura, esortandola a essere "buona, ubbidiente, rispettosa col prossimo" e invitandola a tornare, prima di scomparire allontanandosi senza voltarle le spalle.
Il diario prosegue con il racconto della seconda apparizione, avvenuta domenica 14 maggio, preannunciata da due colombi bianchi: la Madonna le predice che sarebbe divenuta suora Sacramentina. La giovane entrò nella Congregazione delle Suore Sacramentine come postulante, ma fu costretta a lasciarla poco tempo dopo per la sua particolare situazione in relazione alle presunte apparizioni. Adelaide Roncalli aggiunge di aver avuto altre undici apparizioni, accompagnate da messaggi, l'ultima delle quali il 31 maggio 1944.

### I messaggi
- 13 maggio 1944 - Prima apparizione:

- 14 maggio 1944 - Seconda apparizione:

Tra il quattordicesimo e il quindicesimo anno, ti farai Suora Sacramentina. Soffrirai molto, ma non piangere perché dopo verrai con me in Paradiso!»
- 15 maggio 1944 - Terza apparizione:

- 16 maggio 1944 - Quarta apparizione:

- 17 maggio 1944 - Quinta apparizione:

- 18 maggio 1944 - Sesta apparizione:

- 19 maggio 1944 - Settima apparizione:

- 20 maggio 1944 - Ottava apparizione:

- 21 maggio 1944 - Nona apparizione: (Questa apparizione sarebbe stata silenziosa).

- 28 maggio 1944 - Decima apparizione:

- 29 maggio 1944 - Undicesima apparizione:

- 30 maggio 1944 - Dodicesima apparizione:

- 31 maggio 1944 - Tredicesima apparizione:

## Il processo
Dal 21 maggio al 7 giugno 1947 il fenomeno fu sottoposto a un processo diocesano, durante il quale un consesso composto da esponenti del clero locale e presieduto da monsignor Merati, canonico della cattedrale di Bergamo, interrogò Adelaide Roncalli, che negò di aver avuto apparizione alcuna. In seguito però, nel suo diario, riferì di aver scritto sotto dettatura, in quello che definì uno stato di "violenza morale".
Le presunte apparizioni non furono riconosciute dalla Chiesa di Bergamo: tuttora è in vigore il decreto vescovile del 18 aprile 1948, firmato dal vescovo Adriano Bernareggi, che esprime un giudizio negativo: "non consta della soprannaturalità". I vescovi che si sono succeduti a capo della diocesi di Bergamo (monsignor Giuseppe Piazzi, monsignor Clemente Gaddi, monsignor Giulio Oggioni, monsignor Roberto Amadei e monsignor Francesco Beschi) hanno sempre ribadito la validità del decreto.
Il vescovo di Bergamo, monsignor Francesco Beschi, ha annunciato il 13 febbraio 2019, su indicazione della Santa Sede, di "autorizzare, valorizzare, custodire e accompagnare" il culto a "Maria Regina della Famiglia" a Ghiaie di Bonate, escludendo però ogni riferimento a messaggi e apparizioni, ribadendo quindi il "non constat” di mons. Adriano Bernareggi.

## La cappella
Sul luogo, dal 1945, è presente una cappella, eretta dalla curia di Bergamo alla fine del 1944. Nel 1945, la stessa curia fece redigere anche un progetto che prevedeva la costruzione di un piccolo santuario, che tuttavia rimase sulla carta. La cappella, ai primi di giugno del 1947, fu oggetto di una spoliazione, a seguito di un decreto vescovile, che ordinava di eliminare dal sacro edificio ogni oggetto sacro inerente alla Madonna delle Ghiaie. In seguito la cappella, di proprietà della diocesi di Bergamo, fu di nuovo adornata con oggetti sacri, ed è tuttora meta di pellegrinaggio.

## Il campo del Colleoni
L'accesso si trova a sinistra, 100 metri prima della Cappella. Sul cancello di ingresso è stata posta nel 2008 la scritta: MANIFESTUM EST HIC SANCTA FAMILIA APPARUIT ("È palese, qui è apparsa la Santa Famiglia"). 
È il luogo ove, secondo i diari della bambina, si sarebbero svolte le apparizioni.

## Il "miracolo del sole"
Alle Ghiaie si sarebbe verificato, per sei volte, un fenomeno simile al miracolo del sole di Fatima.

## Radio e TV
I mass media nazionali si sono occupati della vicenda di Ghiaie: tra questi Mattino Cinque, nel novembre 2008, Top Secret, nel dicembre 2007, e Mattina sul 2, nel maggio 2008.
Radio Maria ha dedicato negli ultimi anni diverse tavole rotonde al tema delle apparizioni di Ghiaie di Bonate. Anche la radio ufficiale della diocesi di Bergamo, "Radio E", ha dedicato un ciclo di trasmissioni alla storia delle apparizioni del 1944, andate in onda nei mesi di ottobre, novembre e dicembre 2008 e condotte dal professor Alberto Lombardoni.